# See-Saw
«See-Saw» es una canción del álbum de 1968 de Pink Floyd, A Saucerful of Secrets. Es la tercera canción de Pink Floyd escrita únicamente por Richard Wright, y la segunda del álbum en incluir a Wright en la voz. Su atmósfera, tono y contenido lírico (rememberanza de una infancia idílica) se asemeja a la otra composición de Wright del álbum, "Remember a Day", aunque el tono en general de la canción es más obscuro y deprimente.

## Historia
La canción tiene sus bases en torno a las situaciones de dos niños (hermano y hermana), descrito conforme a un Sube y baja o balancín ("Seesaw" en inglés). 
En la canción se puede deducir que el niño debe partir y quiere pasar un último momento con su hermana jugando al sube y baja (A brother's way to leave). Después que el niño se va, la niña lo sigue extrañando (All can see he's not there). Ya adulta, se casa con otro hombre (She grows up for another man).

## Personal e instrumentario
- Richard Wright – voz principal, órgano Farfisa, piano, melotrón, xilófono
- David Gilmour – guitarra sajona, guitarra eléctrica con wah-wah, voz de acompañamiento
- Roger Waters – bajo
- Nick Mason – batería, percusión
- Norman Smith - voz de acompañamiento